# Theodor Oesten
Theodor Oesten, född 31 december 1813 i Berlin, död 16 mars 1870 i Berlin, var en tysk tonsättare och pianist.

## Biografi
Theodor Oesten föddes 1813 i Berlin. Oesten studerade för Carl Böhmer, Carl Friedrich Rungenhagen, Friedrich Schneider med flera.[källa behövs] Han var en eftersökt musiklärare. Hans pianorondo Les premiéres violettes (1843) hade en oerhörd framgång, och "från denna stund öfversvämmades musikhandeln med hundratals 'salongsstycken' af hans hand, skrifna i tidens ytligt sentimentala smak, briljant klingande och dock lätt utförbara samt därför välkomna fynd för många dilettanter". Oesten avled 1870 i Berlin.